# Lathrostizus brevicornis
Lathrostizus brevicornis là một loài tò vò trong họ Ichneumonidae.